# Arati Kumar-Rao
Arati Kumar-Rao é uma escritora e fotógrafa indiana. Em 2023, ela lançou seu livro Marginlands: Indian Landscapes on the Brink e foi adicionada à lista das 100 mulheres da BBC.
Arati Kumar-Rao nasceu em Bengaluru. Ela estudou MBA na Thunderbird School of Global Management, mestrado em Educação na Arizona State University e mestrado em Física na Universidade de Pune, depois trabalhou na Intel. Ela decidiu em 2013 deixar o emprego e escrever sobre paisagens. Em seu blog do Tumblr, River Diaries:Brahmaputra, ela traçou o perfil do Rio Brahmaputra. Ela caminhou com o escritor Paul Salopek pelos estados indianos de Punjab e Rajasthan. Em 2023, ela lançou seu livro Marginlands: Indian Landscapes on the Brink e foi adicionada à lista das 100 mulheres da BBC.